# الوسمي (مغني)
الوسمي (24 ديسمبر 1980 -)، مغني عماني يعيش في الإمارات العربية المتحدة.

## بدايته
بدايته كانت سنة 2006 من خلال كليب «أنا شفتك» و«مشتاق لي»
لكنه يعتبر بدايته منذ سنة 2008 من خلال كليب سلام العشق الذي أكسبه شهره كبيرة
آخر البوم له كان «الوسمي ما لك حل».

## اعتزاله
وقد أعلن الوسمي اعتزاله سنة 2010 بعد وفاة خاله علي سيف المزيني في حادث مروري.
الوسمي قد أنهى دراسته الثانوية في مدرسة عزان بن قيس في عمان واتجه للشعر ثم الغناء و الان الاناشيد

## أناشيده
1. راحة البال
2. لا تضيق
3. ياليت
4. محلى حياتك
5. المعاني
6. المكتوب[2]
7. اسكت
8. أخرى